# 2010年冬季奥林匹克运动会钢架雪车比赛
2010年冬季奧林匹克運動會的钢架雪车比賽由2月18日至19日在威士拿滑行中心舉行，共會頒發2枚金牌。

## 参赛资格
- 共有50名运动员参加比赛，其中男子30名，女子20人，同一奥委会最多只能有3男3女参赛。
- 男子名额在世界前50名中分配，奥委会名额限制为：
  - 3个奥委会可获3个名额
  - 7个奥委会可获2个名额
  - 7个奥委会可获1个名额
- 女子名额在世界前40名中分配，奥委会名额限制为：
  - 2个奥委会可获3个名额
  - 4个奥委会可获2个名额
  - 6个奥委会可获1个名额
- 东道主加拿大在在没有获得名额的情况下，可以自动获得1个名额，但必须是男子排名前50或女子排名前40的运动员。
- 未使用名额将分配给没有获得任何名额的奥委会[1]

## 各國獎牌榜
| 排名 | 国家／地区      | 金牌 | 银牌 | 铜牌 | 總數 |
| ---- | --------------- | ---- | ---- | ---- | ---- |
| 1    | 加拿大（CAN）   | 1    | 0    | 0    | 1    |
| 1    | 英国（GBR）     | 1    | 0    | 0    | 1    |
| 3    | 德国（GER）     | 0    | 1    | 1    | 2    |
| 4    | 拉脱维亚（LAT） | 0    | 1    | 0    | 1    |
| 5    | 俄罗斯（RUS）   | 0    | 0    | 1    | 1    |

## 各項成績
| 項目         | 金牌                            | 金牌    | 银牌                     | 银牌    | 铜牌                         | 铜牌    |
| 男子（詳細） | 莊拿芬·蒙哥马利 · 加拿大（CAN） | 3:29.73 | 马丁斯 · 拉脱维亚（LAT） | 3:29.80 | 特列季亚科夫 · 俄罗斯（RUS） | 3:30.75 |
| 女子（詳細） | 埃米·威廉斯 · 英国（GBR）       | 3:35.64 | 科尔斯汀 · 德国（GER）   | 3:36.20 | 安雅·胡贝尔 · 德国（GER）    | 3:36.36 |

## 外部連結
- 本屆奧運鋼架雪車比賽時間表（页面存档备份，存于）
- 国际雪车联合会官方网站（英文）（页面存档备份，存于）
- 2010年冬季奥林匹克运动会官方网站（英文）（页面存档备份，存于）
- 国际奥委会官方网站